# Clusia elliptica
Clusia elliptica là một loài thực vật có hoa trong họ Bứa. Loài này được Kunth mô tả khoa học đầu tiên năm 1822.